# Вооружённые силы Замбии
Вооружённые силы Республики Замбия (англ. Zambian Defence Force, сокращённо ZDF) — совокупность сухопутных войск, военно-воздушных сил и Республиканской гвардии, предназначенных для защиты населения, государственного строя и территориальной целостности Республики Замбия. Также в состав вооружённых сил организационно входит президентская охрана. Так как в Замбия не имеет выхода к морю, в стране отсутствуют Военно-морские силы.

## Сухопутные войска
Министерство обороны находится в ведении Службы разведки и безопасности Замбии (ZISS). Министр обороны Чама Дэвис (2016). Общее количество служащих в сухопутных войсках 20 000 человек. Имеются специализированные школы: бронетехники, артиллерии, инженерных войск и сигнальщиков.

### Структура
- Три пехотных бригады (Лусака, Кабве, Ндола)
- Один Механизированный полк:
  - 64-й танковый батальон
  - 17-й механизированный бронированный разведывательный батальон
- Девять пехотных батальонов (включая три резервных)
- 10-й артиллерийский полк:
  - Батальон РСЗО (Калева)
  - Два батальона полевой артиллерии (Ндола)
- Батальон спецназа «коммандос» (Ндола)
- Один инженерный полк (Муфулира)
- 6-й строительный полк
- Вспомогательные подразделения (логистика, транспорт, медицина, боеприпасы, электротехника и машиностроение).

### Техника и вооружение
| Фото                                         | Тип                                 | Описание                                | Количество                  | Примечания                                                       |
| Основные боевые танки (MBT)                  | Основные боевые танки (MBT)         | Основные боевые танки (MBT)             | Основные боевые танки (MBT) | Основные боевые танки (MBT)                                      |
| -------------------------------------------- | ----------------------------------- | --------------------------------------- | --------------------------- | ---------------------------------------------------------------- |
|                                              | Тип 59                              | Основной боевой танк                    | 20                          | По состоянию на 2021 год                                         |
|                                              | Т-55                                | Основной боевой танк                    | 10                          | По состоянию на 2021 год                                         |
| Бронетехника (LT TK)                         |                                     |                                         |                             |                                                                  |
|                                              | ПТ-76                               | Плавающий танк                          | 30                          | По состоянию на 2021 год                                         |
| Боевые разведывательные машины (RECCE)       |                                     |                                         |                             |                                                                  |
|                                              | БРДМ-2                              | Боевая разведывательная машина          | 30                          | По состоянию на 2021 год                                         |
|                                              | БРДМ-1                              | Боевая разведывательная машина          | н/д                         | По состоянию на 2021 год                                         |
| Боевые машины пехоты (IFV)                   |                                     |                                         |                             |                                                                  |
|                                              | Ratel-20                            | Боевая машина пехоты                    | 23                          | По состоянию на 2021 год                                         |
| Бронетранспортёры (APC)                      |                                     |                                         |                             |                                                                  |
|                                              | БТР-70                              | Бронетранспортёр                        | 20                          | По состоянию на 2021 год                                         |
|                                              | БТР-60                              | Бронетранспортёр                        | 13                          | По состоянию на 2021 год                                         |
| Спасательная бронированная техника           |                                     |                                         |                             |                                                                  |
|                                              | Типа БТС-4 на базе танков Т-54/Т-55 | бронированный тягач                     | н/д                         | По состоянию на 2021 год                                         |
| Противотанковые средства (MSL/RCL)           |                                     |                                         |                             |                                                                  |
|                                              | 9K11 «Малютка»                      | 125-мм переносной ПТРК                  | н.д.                        | По состоянию на 2021 год                                         |
|                                              | М20                                 | 75-мм безоткатное орудие                | н.д.                        | По состоянию на 2021 год                                         |
|                                              | М18                                 | 57-мм безоткатное орудие                | н.д.                        | По состоянию на 2021 год                                         |
|                                              | Grg m/48                            | 84-мм ручной противотанковый гранатомёт | н/д                         | По состоянию на 2021 год                                         |
|                                              | РПГ-7                               | Ручной противотанковый гранатомёт       | н/д                         | По состоянию на 2021 год                                         |
| Системы залпового огня (MRL)                 |                                     |                                         |                             |                                                                  |
|                                              | БМ-21 «Град»                        | 122-мм РСЗО                             | 30                          | По состоянию на 2021 год, только 12 оцениваются как боеспособные |
| Буксируемая и возимая артиллерия (TOWED/MOR) |                                     |                                         |                             |                                                                  |
|                                              | М-46                                | 130-мм пушка                            | 18                          | По состоянию на 2021 год                                         |
|                                              | Д-30                                | 122-мм гаубица                          | 25                          | По состоянию на 2021 год                                         |
|                                              | Model 56                            | 105-мм гаубица                          | 18                          | По состоянию на 2021 год                                         |
|                                              | Brandt АМ-50                        | 120-мм тяжелый нарезной миномёт         | 12                          | По состоянию на 2021 год                                         |
|                                              | M43                                 | 82-мм средний миномёт                   | 24                          | По состоянию на 2021 год                                         |
|                                              | LLR 81mm                            | 81-мм средний миномёт                   | 55                          | По состоянию на 2021 год                                         |
| Зенитные средства сухопутных войск           |                                     |                                         |                             |                                                                  |
|                                              | Стрела-2                            | Переносной зенитно-ракетный комплекс    | н.д.                        | По состоянию на 2021 год                                         |
|                                              | КС-12                               | 85-мм зенитная пушка                    | 16                          | По состоянию на 2021 год                                         |
|                                              | С-60                                | 57-мм зенитная пушка                    | 30                          | По состоянию на 2021 год                                         |
|                                              | 61-К                                | 37-мм зенитная пушка                    | 40                          | По состоянию на 2021 год                                         |
|                                              | М55                                 | 20-мм зенитная установка                | 50                          | По состоянию на 2021 год                                         |

| Фото | Тип              | Описание                                      | Количество | Примечания                                      |
| ---- | ---------------- | --------------------------------------------- | ---------- | ----------------------------------------------- |
|      | WZ-551B (Тип-92) | Бронетранспортёр                              | 20         | По состоянию на 2018 год                        |
|      | Buffel           | Автомобиль с повышенной противоминной защитой | 1          | По состоянию на 2014 год                        |
|      | Ferret 701       | Бронеавтомобиль                               | 28         | По состоянию на 2018 год поставлены на хранение |

### Стрелковое оружие
- FN FAL
- HK G3
- АКМ
- АК-47
- Sterling L2
- ДШК
- Пулемёт Калашникова

## Военно-воздушные силы

Эмблема ВВС Замбии

Военно-воздушные силы Замбии — военное формирование, общим количеством персонала 1600 человек. Созданы путём объединения Северного родезийского воздушного крыла и военно-воздушных сил Ньясаленда.
Воздушные силы Замбии управляют международным аэропортом Лусаки. Военно-воздушные силы имели ранее едва действующий самолет. Несколько новее — Hongdu JL-8. В 2016 году, первый из шести заказал китайский многоцелевой самолет типа был L-15 поставляется. Соглашение о совместной обороне было подписано с Южно-Африканской Республикой.
В течение 1999 года в ВВС Замбии из Китая было поставлено 8 реактивных тренажеров Hongdu JL-8, в 2006 году 2 транспортных Xian MA60 и 5 Як-12. В 2012 году было получено еще 8 Hongdu JL-8, а также 4 вертолёта Harbin Z-9. Ещё 4 вертолёта были поставлены в 2013 году. В 2014—2016 годах было получено 6 сверхзвуковых самолетов-истребителей Hongdu L-15. Заказаны 6 учебных самолетов SIAI-Marchetti SF.260, 2 транспортных самолётов Alenia C-27 Spartan и 5 Ми-171 для полиции.

### Техника и вооружение
| Фото                             | Тип                     | Описание                                          | Количество      | Примечания                          |
| Самолёты                         | Самолёты                | Самолёты                                          | Самолёты        | Самолёты                            |
| -------------------------------- | ----------------------- | ------------------------------------------------- | --------------- | ----------------------------------- |
|                                  | МиГ-21-2000             | Истребитель                                       | 10              |                                     |
|                                  | F-6A                    | Истребитель                                       | 8               |                                     |
| Учебно-боевые и учебные самолёты |                         |                                                   |                 |                                     |
|                                  | Hongdu L-15             | Учебно-боевой самолёт                             | 6               | 6 в строю по состоянию на 2018 год  |
|                                  | K-8                     | Учебно-боевой самолёт                             | 15              | 15 в строю по состоянию на 2018 год |
|                                  | MB-326GB                | Лёгкий штурмовик / учебно-тренировочный самолёт   | 10              | 10 в строю по состоянию на 2018 год |
|                                  | FT-6                    | Учебно-тренировочный самолёт                      | 2               |                                     |
|                                  | Saab Safari             | Учебно-тренировочный самолёт                      | 8               | 8 в строю по состоянию на 2018 год  |
|                                  | SIAI-Marchetti SF.260   | Учебно-тренировочный самолёт                      | 12              | 6 в строю по состоянию на 2018 год  |
| Транспортные самолёты            |                         |                                                   |                 |                                     |
|                                  | Dornier Do 28           | Транспортный самолёт                              | 5               | 5 в строю по состоянию на 2018 год  |
|                                  | Xian MA60               | Транспортный самолёт                              | 2               | 2 в строю по состоянию на 2018 год  |
|                                  | Y-12(II) Y-12(IV) Y-12E | Транспортный самолёт                              | 4 5 5           | 14 в строю по состоянию на 2018 год |
|                                  | Alenia C-27 Spartan     | Транспортный самолёт                              | 2               |                                     |
| Административные самолёты        |                         |                                                   |                 |                                     |
|                                  | Bombardier CL-604       | Административный самолёт                          | 1               | 1 в строю по состоянию на 2018 год  |
|                                  | HS 748                  | Административный самолёт                          | 1               | 1 в строю по состоянию на 2018 год  |
| Вертолёты                        |                         |                                                   |                 |                                     |
|                                  | Ми-17 Ми-171            | Многоцелевой вертолёт                             | 5               | 4 в строю по состоянию на 2018 год  |
|                                  | UH-1H AB-205            | Многоцелевой вертолёт                             | 12              | 9 в строю по состоянию на 2018 год  |
|                                  | / Bell 212              | Многоцелевой вертолёт                             | 3               | 3 в строю по состоянию на 2018 год  |
|                                  | / AW139                 | Многоцелевой вертолёт                             | 1               | 1 в строю по состоянию на 2018 год  |
|                                  | Harbin Z-9              | Многоцелевой вертолёт                             | 7               |                                     |
|                                  | / Bell 47G              | Лёгкий вертолёт                                   | 5               | 5 в строю по состоянию на 2018 год  |
| Средства поражения               |                         |                                                   |                 |                                     |
|                                  | SA-3 Goa                | Зенитно-ракетный комплекс малого радиуса действия | 3 батареи С-125 | По состоянию на 2018 год            |
|                                  | AA-2 Atoll PL-2         | Ракета класса «воздух—воздух»                     | н/д             | По состоянию на 2018 год            |
|                                  | Python 3                | Ракета класса «воздух—воздух»                     | н/д             | По состоянию на 2018 год            |
|                                  | 9K11 AT-3 Sagger        | Противотанковый вертолётный комплекс              | н/д             | По состоянию на 2018 год            |